# Pachystylus henningsianus
Pachystylus henningsianus är en måreväxtart som beskrevs av Otto Warburg. Pachystylus henningsianus ingår i släktet Pachystylus och familjen måreväxter. Inga underarter finns listade i Catalogue of Life.